# 伊佐進一
伊佐 進一（いさ しんいち、1974年〈昭和49年〉12月10日 - ）は、日本の政治家、元科技・文科官僚。
衆議院議員（4期）、財務大臣政務官、厚生労働副大臣兼内閣府副大臣（新型コロナウイルス感染症ワクチン接種推進担当）、公明党広報委員長などを歴任した。

## 経歴
1974年、大阪府守口市に生まれる。伊佐姓のルーツは沖縄県名護にある。
守口市立佐太小学校、洛南高等学校附属中学校、洛南高等学校を経て、東京大学工学部航空宇宙工学科卒業。1997年、科学技術庁入庁。2003年、ジョンズ・ホプキンズ大学ポール・H・ニッツェ高等国際関係大学院より修士の学位を取得。2005年、文部科学省研究開発局宇宙開発利用課長補佐に就任。2007年、在中華人民共和国日本国大使館一等書記官に就任。その後、文部科学省大臣官房総務課長補佐を経て、文部科学副大臣秘書官に就任。
2012年12月16日に投開票された第46回衆議院議員総選挙に大阪6区から公明党公認候補（引退を表明した福島豊の後継）として出馬し、初当選。
2014年12月14日に投開票された第47回衆議院議員総選挙に大阪6区から出馬し、再選。
2017年10月22日に投開票された第48回衆議院議員総選挙に大阪6区から出馬し、3選。
2018年、第4次安倍第1次改造内閣において財務大臣政務官に就任。
2021年4月26日、新型コロナウイルスに感染していることが公表された。同年10月31日に投開票された第49回衆議院議員総選挙に大阪6区から出馬し、4選。
2022年8月12日、第2次岸田第1次改造内閣において厚生労働副大臣兼内閣府副大臣に就任。
2024年9月28日、公明党広報委員長に就任。同年10月27日に投開票された第50回衆議院議員総選挙に大阪6区から出馬し、落選。

## 現在の役職

### 公明党
- 広報委員長
- 青年委員会副委員長
- 政務調査会副会長
- 税制調査会事務局次長
- 厚生労働部会長
- 大阪府本部副代表
- 衆議院小選挙区大阪第6総支部長
- 国会対策委員会副委員長
- 財政・金融副部会長

### 衆議院
- 厚生労働委員会委員
- 決算行政監視委員会委員
- 原子力問題調査特別委員会理事
- 厚生労働委員会理事

## 過去の役職

### 内閣
- 厚生労働副大臣兼内閣府副大臣（第2次岸田第1次改造内閣）
- 財務大臣政務官（第4次安倍第1次改造内閣）

### 公明党
- 国際局次長
- 青年局次長
- 遊説局次長
- 関西青年会議副議長

### 衆議院
- 予算委員会委員
- 消費者問題に関する特別委員会委員
- 原子力問題調査特別委員会委員
- 我が国及び国際社会の平和安全法制に関する特別委員会委員
- 科学技術・イノベーション推進特別委員会理事

## 人物

### プロフィール
- 血液型:B型
- 座右の銘:一剣倚天寒
- 家族構成:妻、長女、次女
- 趣味・特技:将棋、ピアノ、料理、マラソン、中国語・英語が堪能[4]
- 声が大きい事で有名である。
- バックパッカーに憧れ高校時代は貯金にいそしみ、大学生の時には南極大陸以外の大陸を旅した。

### 少年期・学生期
守口で育った少年時代、4歳の時に難病を患うも、周囲の励ましで辛いリハビリを乗り越えて克服した。

### 官僚時代
東京大学卒業後は「多くの人に役立つ仕事がしたい」との志を胸に国家公務員になることを決意し、科学技術庁（現・文部科学省）へ入庁する。政府派遣でアメリカ合衆国の大学院に2年間留学し、アメリカの外交政策や中国経済について研究して修士号を取得した。その後、在中国大使館において日中外交に携わる。
2005年から2007年にかけては宇宙開発政策に携わる。惑星探査機「はやぶさ」について、財務省に交渉担当者として粘り強く説得し、予算を確保した。結果として「はやぶさ」は無事に帰還することができた。
2007年、在中国大使館に一等書記官として赴任。中国国家が定める中国語検定試験（HSK）の最上級を取得する。日中両政府が地球温暖化対策の研究に協力して取り組むことに尽力し、帰国後に著書『「科学技術大国」中国の真実』（講談社現代新書）を上梓した。

### 衆議院議員
公明党厚生労働部会長として医療保険制度や介護保険法などの改正に携わり、介護人材の処遇改善、介護休業制度の柔軟な運用を実現した。
2022年8月には厚生労働副大臣兼内閣府副大臣に就任し、新型コロナ禍が続くなか、ワクチンや治療薬の確保、医療提供体制の整備などに尽力する。
がん対策にも注力し、身体に負担の少ない重粒子線治療などの研究開発を支援。乳がんの早期発見・治療へのコールリコール（個別勧奨）制度を導入し、検診率向上を推進する。「がん教育」の重要性を政府に訴え、「がん教育」は全国の小中学校で実施されるまでになった。
乳幼児の胃腸炎を引き起こすロタウイルスワクチンの定期接種も推進した。自身も2児の父親であることを踏まえ、「経済的理由で接種できなかった」との子育て世代からの声を受け止め、何度も国会で取り上げ、実施にこぎつけた。
地元の活性化にも力を注ぐ。防災機能を有した公園の整備、モノレール延伸に伴う「松生町駅」（仮称）の設置など、大阪市に関わる施策を地域密着で進めてきた。

### YouTuber
YouTubeにタイムリーな政治解説動画などをアップしていることから、「公明党系YouTuber」と称される。ひろゆきや社会学者の西田亮介など、多くの著名人とも対談動画などで共演している。チャンネル登録者は2024年10月現在で2.24万人。

### 模擬選挙で1位
2023年2月、大阪市旭区にある常翔学園中学校を訪れ、同校が主催する「模擬選挙」に各政党の代表者と共に出席し、子育て・教育支援に関する党の実績などを紹介した。模擬投票が行われた結果、公明党は出席した全8党のうち最も多い票を集めた。なお、2025年は2位。

## 政策・主張

### 出産・子ども・子育て・若者
子ども・子育て支援法の策定
2022年8月に厚生労働副大臣に就任し、子ども子育て政策を担当する。子ども・子育て支援法の元となる、試案づくりなどに取り組む。児童手当の拡充や育休給付の拡充など、厚生労働副大臣として決断した施策が実施された。
児童手当の拡充（2024年10月～）
児童手当は、2024年10月から、第3子以降は倍の3万円に引き上げた。受給期間も高校3年生まで延長。所得制限も撤廃し、すべての子どもが児童手当の対象になる。
育休給付の拡充（2025年4月～）
育休の期間中は、給付として賃金の67%、非課税のため賃金の実質8割程度が保証されている。2025年度からは給付率が実質10割、賃金そのままが保証される。
短時間勤務時の給与の上乗せ（2025年4月～）
フルタイムでは働けない子育て世代が短時間勤務をした場合、手取りが減った分の一部を、雇用保険で上乗せする制度を実現した。
妊婦への支援給付10万円（2025年4月～本格運用）
妊娠届時に5万円、出生届時に5万円（子ども一人当たり。双子なら×2で10万円）の支援が受けられる制度が、2025年度から本格的に制度化する。
「こども誰でも通園制度」（2024年4月～）
両親が仕事をしていなくても、子どもを預けられる「こども誰でも通園制度」が始まる。
障がいのある子どもの補装具（2024年4月～）
障がいのある子どもの車いすなどの補装具は、所得制限があったため、要件撤廃に尽力。
児童扶養手当の引き上げ（2024年11月～）
ひとり親に支給される児童扶養手当の拡充に取り組む。2024年11月分の手当から、第3子以降の額が引き上げられる。
自営業・フリーランス 子どもが1歳まで保険料免除（2026年10月～）
自営業やフリーランスとして働く人々の保険料について、子どもが1歳になるまで保険料が免除されることになった。
柔軟な働き方が可能に
残業免除や企業内保育所の設置、新たな休暇などを実現する育児介護休業法の改正に取り組んだ。
結婚新生活支援事業で60万円
新婚生活に必要な新居の家賃、引越し費用に使える「結婚新生活支援事業」を創設や、支援の拡充に国会質疑などを通じて取り組んだ。例えば、夫婦ともに29歳以下で世帯年収が500万円以内の場合、1世帯当たり60万円が交付される（地域によって条件・支給額は異なる）。
出産育児一時金の拡充
出産の無償化を目指し、出産時にもらえる一時金を50万円まで拡充した。
子ども医療費支援への取り組み
2024年4月から子ども（18歳まで）の減額調整措置が撤廃され、自治体の医療費助成を後押しした。
新生児の病気の早期発見
新生児の先天性の病気を早期発見するための、「新生児マススクリーニング検査」の拡大に向けた取り組みを進めてきた実証事業は2024年からスタート。
児童虐待を防ぐ
虐待された子どもを親から引き離す「一時保護」が適正かどうか、裁判官が判断する制度の導入に関わった。
未婚のひとり親も寡婦(夫)控除の対象に
婚姻歴の有無や男女の違いによって税負担に格差があるという理不尽な現状の打開を訴え、財務大臣政務官として税制改正に取り組んだ。2020年4月から、未婚のひとり親にも寡婦（夫）控除が認められ、さまざまな支援が受けられるよう年収678万円以下であれば、所得税は35万円、住民税は30万円の所得控除が適用される。
保育施設事故防止のためのデータベース化を推進
全国の幼稚園、保育所での乳幼児の重大事故の事例集をデータベース化して関係者が情報共有し、事故防止につなげる仕組みを実現した。
保育施設に公的保険を実現
小規模の保育事業者に対しても、公的保険が適用されるよう改正した。
地域スポーツを応援
グラウンドの芝生化、夜間照明の設置など、学校や地域のスポーツ施設整備の国の支援を拡大した。

### 教育
返済の必要のない給付型奨学金の創設に向けて推進
返済の必要のない給付型奨学金を実現。2024年度からはついに中間所得者層の方でも一部利用可能となった。
GIGAスクール構想の推進
GIGAスクール構想推進委員会の委員長として、日本全国のすべての小中学生に、一人一台のパソコン・タブレットの配備を前倒しして実現。また、デジタル教科書活用の方針を定めた。
夜間学級の予算の拡充
義務教育を受けられなかった人のため、文部科学省の予算を拡充し、中学校の夜間学級の全国展開に向けた整備を進めた。
入院時の高校単位取得
病院でも授業が受けられるよう情報通信技術（ICT）を活用したテレビ会議システムでの遠隔教育を拡充し、卒業単位の取得ができるよう制度改正を行った。
学生支援（博士課程支援）
修士課程から進学する博士課程の学生の半数に、生活費を支援する新たな制度を実現した（令和3年度より）。

### 医療・健康
帯状疱疹ワクチンの定期接種化
帯状疱疹発症を予防するワクチンの定期接種を2025年度からの実現に導く。
がん対策
がん予防や、検診率の向上をめざしが「がん教育」が学習指導要領に書き込まれ、日本全国の学校で展開されている。また、身体の負担の少ない「がん治療」の研究開発を後押しし、実用化に大きく弾みをつけた。
難病診断の医療体制整備
国が指定する難病は、診断が確定するまで多くの時間や手間が必要。患者の地域で、難病の診断ができる医療体制の整備をめざし、モデル事業を開始した。
ロタワクチンの定期接種化
ロタウイルスのワクチンの定期接種無償化を実現した。
不妊治療助成の拡充、保険診療へ
不妊治療支援を推進するプロジェクトチームの座長として、保険適用・支援拡充に向けて議論を重ね、内閣総理大臣菅義偉に提言。経済的負担軽減、仕事と治療の両立支援や、流産後のグリーフケア、不育症への支援拡充まで、幅広く実現した。
「ドラッグ・ロス」の解消へ
海外では使えるのに、日本では開発に着手さえされていない薬の承認に向けた臨床試験のハードルが高いことにあったため、国際共同治験に参加しやすくなる制度を作った。
難治性てんかん治療の支援
欧米では承認されている難治性てんかんの治療に、大麻由来の医薬品が使用されているため、国内では大麻取締法によって使用が禁止されていた。厚生労働副大臣在任中に法改正に取り組み、使用禁止規定を削除、使用可能となった。
子宮頸がんの予防へ
政府が積極的勧奨を差し控えていた10年間で子宮頸がんワクチン（HPVワクチン）接種の機会を失っていた人々に対して、公費接種を後押しした。

### 介護（高齢者施策）・障がい福祉
認知症対策
世界初の認知症治療薬の実用化と保険適用を実現。また、認知症基本法の策定に尽力した。
年金受給期間25年から10年に短縮
年金制度調査会の事務局長として、公的年金をもらえるのに必要な加入期間について議論を進め、25年から10年に短縮。64万人の無年金者が救済された。
単身高齢者の住まいへの支援
単身高齢者の住居への支援として、見守り支援を自治体の努力義務とし、また入居時から退去時に至るまで一貫して支援を行う法改正に携わり、大家の不安を軽減するための施策を導入した。この制度は2025年4月から始まった。
放課後デイなど療育施設と学校の連携
放課後デイなどの療育施設と保育園や学校との連携強化がなされるよう、文部科学省と厚生労働省との制度的な縦割りを打破する制度を構築した。
障がい者雇用・支援
障がい者就労施設への補助金の充実など、働く場づくり、施設で製作された商品を公的機関で買い上げる制度を地元地域に定着させるため、尽力した。
機能性表示食品の安全確保
紅麴配合サプリメントによる健康被害を受けて、機能性表示食品制度の見直しに向けて議論を行い、消費者安全担当大臣に提言。健康被害に関する情報提供の義務化や、製造や品質管理の認定の義務付け、また専門家の意見を聞く仕組みの導入などが決まった。
働く高齢者にも保険を
65歳以上の働く高齢者も雇用保険の対象とし、失業保険（高年齢求職者給付金）や介護休業給付の取得を可能にした。
シルバー人材センターの充実
週20時間までの軽易な業務とされていたシルバー人材センターの仕事を拡充し、週40時間の仕事まで可能とした。
介護・障がい者福祉の従事者に慰労金
コロナ禍において、医療従事者だけでなく、濃厚接触が避けられない介護や障がい者福祉施設の従業員にも慰労金を支給すべきと衆議院厚生労働委員会で取り上げ、最大1人20万円の慰労金を実現した。

### 雇用・働き方
仕事と子育ての両立
育児・介護休業法の改正に取り組んだ。2025年中から、3歳以上の子がいる両親に「残業免除」が認められる。子どもの病気などの理由で認められていた半日単位の年間10日間の看護休暇も、就学前までだったのが、小学校3年生まで使えるように。さらに、取得理由も子どもの病気だけでなく、学級閉鎖や兄弟姉妹の入卒園式といった行事にも対応できるようになる。
年収のカベ（106万円・130万円）への対策
一定の年収を超えると、3号被保険者が外れて保険料が発生し、手取りが減るという年収のカベ。この壁の撤廃のため、事業者への補助制度の構築に携わり、まずは当面3年間にわたって保険料が発生しない、または軽減される制度を整備した。
望まない非正規の正社員化支援
派遣など非正規雇用の人々を正規雇用に移行するため、派遣労働者を直接雇用した事業主に助成金を支給する「キャリアアップ助成金」の拡充を推進し、安定した雇用を後押しした。また、短期間契約を何度も繰り返すことを禁止し、非正規社員のキャリアアップのための研修を企業に課すなどの法改正に携わった。
非正規職員の処遇改善
正規社員と非正規社員が同じような仕事をしている場合、不合理な格差をなくすという「同一労働同一賃金」の実現に向け、事務局長として法改正に尽力した。
雇用保険の適用拡大
雇用保険を、非正規の職員も含め、1週間の労働時間の条件を20時間以上から10時間以上に短縮する法改正に取り組んだ。
カスハラ防止
2024年6月、雇用・労働問題対策本部長として、従業員に対する顧客らからの著しい迷惑行為、いわゆる「カスタマーハラスメント」（カスハラ）を巡って、内閣官房長官林芳正に対し、対策の推進について提言。小売業や交通機関だけでなく、介護現場や保育、また学校や市役所といった公的・準公的な機関もカスハラ対策の対象に含めることを求め、法改正に向けた議論が進んだ。
ブラック企業対策を推進
離職が多い企業を透明化するため、企業に対して離職率の公表を求める制度改正を行うとともに、そうしたブラック企業の求人はハローワークで受け付けないよう法改正に携わった。
若者の就職を支援
青年委員会の政策ワーキングチーム座長として、「若者雇用促進法」を成立させ、若者の雇用対策を強化する枠組みをつくった。就職活動の際に研修の有無や育休取得率など、企業が積極的に情報提供を行うよう義務化するとともに、若者を応援する企業を「若者雇用優良企業」として認定し、助成金の拡充を実現した。
若者の自立支援
「ひきこもり」や「ニート」と呼ばれる若者に寄り添い、自立を目指す施設「地域若者サポートステーション」の予算拡大をはじめ、国の支援強化に取り組んだ。
介護と仕事の両立
必要な時には、半日単位で介護休暇をとれるように措置した。また、短時間勤務、フレックスタイム、始業終業時間の繰り上げ・繰り下げなどを拡充し、介護のための残業免除の制度を作った。
長時間労働の是正
長時間労働の是正に向けて、日本で初めて時間外労働の上限規制を創設する法改正に携わった。終業から次の始業まで一定の休息時間を確保する「勤務間インターバル制度」を努力義務化した。

### 経済・中小企業
補金申請書類の簡素化
補助金を申請する際の手続き簡素化のため、中小企業庁の申請書類は原則3枚以内にした。また、その他の公的機関についても30枚から7枚に軽減した。
コロナ禍での資金繰り支援
財政金融部会長として、無利子無担保の融資を可能とした。また、資本性の劣後ローンの創設など、ニーズに合わせた支援策を政府に強く申し入れ、実現した。
建設業の安全に対する法律
建設業の中小企業が、安全経費を含む適正価格で受注できるようにするため、日本建設職人社会振興議員連盟の立法化特命チームの一員として新たな法律を作成・成立させた。
中小トラック企業への支援とドライバーの処遇改善
トラックドライバーが過労や過積載などのリスクにさらされ、安全運転が損なわれる事態を防止するため、また業務や運賃、料金についてきちんと書面で契約を交わすよう、制度改正を行った。
中小企業の納税猶予、社会保険料猶予
コロナの影響を受けて、資金繰りが厳しい中小企業に対して、財政金融部会長として納税猶予や社会保険料支払い猶予を求め、1年間の猶予だけではなく、その後の換価の猶予も可能となる制度を実現した。
消費税の影響を緩和
消費税の増税時に、増税分を取引相手の中小企業に飲み込ませようとする「買いたたき」を防ぐため、これらの行為を「違反」とし、相談窓口の設置、取り締まりの強化を推進した。
「下町ロケット」など宇宙ベンチャーを応援
「下町ロケット」のような技術力がある町工場を増やし応援するため、民間企業がもっと宇宙開発に参入しやすくするための法律制定に尽力した。
商店街の活性化
商店街が活気を取り戻すための補助金の充実を行った。

### 科学技術・イノベーション
科学技術予算の拡充
「科学技術・イノベーション基本計画」に定められた政府投資目標達成のため、財務省とも継続的に議論を重ね、20年ぶりに目標達成した。
若手研究者・博士課程支援
修士課程から博士課程へ進学する学生の半数に対し、生活費を支援するという新たな制度を実現した。
地震・津波対策
東日本大震災の教訓を受け、防災科学技術研究所の予算を拡充し、東海地方や近畿、四国に甚大な被害を及ぼすといわれる南海トラフ地震に対応するための「地震・津波観測監視システム（DONET）」の整備と運用を実現した。
人工衛星「はやぶさ2」
前職の文部科学省職員の時代に人工衛星「はやぶさ」プロジェクトの担当だった経験を活かし、「はやぶさ2」プロジェクトを後押しし、成功させた。
日米宇宙協力の推進
月面で定常的に人が活動する「ゲートウェイ構想」において、日本の優位な技術を活用し、日米間での協力が構築できるよう後押しし、プロジェクトがスタートした。

### 防災・街づくり
防災拠点としての守口市の大枝公園整備
2018年4月、守口市にある守口大枝公園が防災機能を拡充しリニューアルオープン。防災機能として、広域避難場所や自衛隊などの後方支援拠点として利用されるほか、自衛隊の大型ヘリの離着陸が可能となるヘリポートとしても利用できる。
淀川左岸線延伸事業
大阪府の要請を受け、「淀川左岸線延伸部の事業化」に尽力。国直轄で事業を強力に推進している。
門真市下水道の普及
衆議院議員に当選した2012年当時、門真市の下水道整備は立ち遅れており、普及率は8割程度、2割の方々は汲み取り式だった。国会議員として下水道予算の拡大を強力に推し進め、門真市の普及率は96％を超えるまでとなった。

### 外交・安全保障
平和安全法制
北朝鮮などの脅威や周辺諸国との緊張感が増す中、我が国を守り、世界に貢献できるために何ができるかを検討し、日本国憲法の定める「専守防衛」の範囲を明確化した。我が国周辺の脅威に対してさらに広く対処できるよう、新法成立に尽力した。
経済安全保障の推進
党経済安全保障対策本部の事務局長として、日本の半導体や医薬品といった重要物資の安定供給と、最先端技術を守るための経済安全保障法案について、関係省庁と連日にわたって具体的な条文について協議し、作成・成立した。
保健衛生分野の国際協力の推進
ユニバーサル・ヘルス・カバレッジ（世界中ですべての人が、適切な健康増進、予防、治療、機能回復に関するサービスを、支払い可能な費用で受けられること）を目指し、推進してきた。財務大臣政務官の折には、G20として初めて、世界の保健大臣と財務大臣の合同会議を地元・大阪で開催。また、厚生労働副大臣となってからは、ビル・ゲイツと対談したほか、APEC保健ハイレベル会合などに出席した。

### コロナ対策
コロナ後遺症への対応
2021年5月の衆議院厚生労働委員会で、コロナ後遺症の実態把握や相談体制の整備を進めるよう主張。国による調査研究への予算確保が進んだ。2022年にも厚生労働部会長として、コロナ後遺症の提言を政府に提出した。
「1人一律10万円」の特別定額給付
党財政金融部会長として、「一人一律10万円」の原案を作成し、実現させた。
困窮学生に1人最大20万円の給付
コロナ禍でアルバイトが無くなって生活に困る学生に対する経済的支援を文部科学大臣に直談判。交渉の末、1人あたり最大20万円の給付を実現した。
超党派議員連盟への加盟
- 感染対策を資材と方法から考える超党派議員連盟に加盟し[84]、空間除菌を推進する。[要出典]

コロナ5類移行
厚生労働副大臣として、医療体制の構築や治療薬の取組を進め、新型コロナの5類感染症指定を実施した。

### その他
選択的的夫婦別姓制度の推進
- 選択的夫婦別姓制度導入について、2014年のアンケートでは「どちらかといえば賛成」と回答[85]、2021年のアンケートでは「賛成」[86]と回答している。

アニメ・マンガへの支援
文化的価値の高いアニメのセル画などはクリエーター本人で管理することが多く、保存が十分になされていない。日本漫画家協会会長のちばてつやなどとともに、漫画やアニメの保存・活用を内閣総理大臣に訴えた結果、セル画の保存のみならずクリエーターの活動支援強化のための基金が実現した。

## 著書
- 『「科学技術大国」中国の真実』（講談社現代新書、2010年）[88][89]

## 選挙歴
| 当落 | 選挙                   | 執行日         | 年齢 | 選挙区      | 政党   | 得票数     | 得票率 | 定数 | 得票順位 /候補者数 | 政党内比例順位 /政党当選者数 |
| ---- | ---------------------- | -------------- | ---- | ----------- | ------ | ---------- | ------ | ---- | ------------------ | ---------------------------- |
| 当   | 第46回衆議院議員総選挙 | 2012年12月16日 | 38   | 大阪府第6区 | 公明党 | 11万6855票 | 59.56% | 1    | 1/3                | /                            |
| 当   | 第47回衆議院議員総選挙 | 2014年12月14日 | 40   | 大阪府第6区 | 公明党 | 9万4308票  | 56.35% | 1    | 1/3                | /                            |
| 当   | 第48回衆議院議員総選挙 | 2017年10月22日 | 42   | 大阪府第6区 | 公明党 | 10万4052票 | 61.00% | 1    | 1/2                | /                            |
| 当   | 第49回衆議院議員総選挙 | 2021年10月31日 | 46   | 大阪府第6区 | 公明党 | 10万6878票 | 54.82% | 1    | 1/3                | /                            |
| 落   | 第50回衆議院議員総選挙 | 2024年10月27日 | 49   | 大阪府第6区 | 公明党 | 6万9058票  | 34.87% | 1    | 2/5                | /                            |